# 响水堡遗址
38°01′52″N 109°39′48″E / 38.03111°N 109.66333°E
响水堡遗址，位于中国陕西省榆林市横山区响水镇西无定河南岸，是明长城沿线的一座军事城堡，现属于陕西省级文物保护单位。
响水堡于明正统二年（1437年）设置，最初称“响水寨”，归属陕西都指挥使司下辖的绥德卫。成化二年～七年（1466～1471年），响水寨曾迁往西北边的黑河山，改名平夷堡（今白界镇平邑堡村），后因平夷堡泉水干涸又迁回本地，改名为响水堡。现城堡的城门还留存大部砖石，堡内明清风格的建筑尚存。1983年被横山县人民政府批准为县级重点文物保护单位，2008年被陕西省政府公布为第五批陕西省重点文物保护单位。